# Hybridkapital
Hybridkapital oder hybrides Kapital ist Kapital, das durch nachrangige Darlehen oder die Emission von Genussscheinen gebildet wird. 

## Erklärung
Es handelt sich um Fremdkapital, das Eigenschaften von Eigenkapital besitzt. Ab einer Laufzeit von 5 Jahren zählt es zu den Eigenmitteln. In die gleiche Produktgattung fällt auch Mezzanine-Kapital.